# South Park: Post Covid
South Park: Post Covid, traduzido em português como South Park: Pós-Covid, é um telefilme estadunidense de 2021 dirigido e escrito por Trey Parker. Este é o primeiro de uma série telefilmes baseado na sitcom animada South Park lançado para o serviço de streaming Paramount+. Seu enredo conta os impactos da pandemia de COVID-19 na vida de Stan Marsh, Kyle Broflovski, Eric Cartman e Kenny McCormick após 40 anos do início da mesma.
Em 5 de agosto de 2021, Parker e Matt Stone assinaram um acordo de 900 milhões dólares com o Comedy Central para estender a sitcom até 2027 e produzir 14 filmes exclusivos para a plataforma de streaming da ViacomCBS, empresa controladora do Comedy Central. O título foi criado e produzido remotamente já que o estúdio permaneceu fechado por mais de um ano devido à pandemia e o enredo continua com o arco iniciado nos episódios especiais The Pandemic Special e South ParQ Vaccination Special, sendo finalizado em South Park: Post Covid: The Return of Covid.
South Park: Post Covid estreou em 25 de novembro de 2021 e teve uma repercussão positiva por parte da audiência e da crítica especializada, embora alguns críticos questionaram o desenvolvimento precário dos arcos dos personagens e das histórias, que pouco se assemelham as características da sitcom.

## Enredo
Quarenta anos no futuro, a humanidade está começando a comemorar o término da pandemia de COVID-19. Enquanto isso Stan Marsh vive uma vida chata e miserável com uma personificada Amazon Alexa, com quem tem discussões semelhantes às de um casal. Ele recebe uma ligação de Kyle Broflovski informando sobre o falecimento de Kenny McCormick, que havia se tornado um aclamado cientista.
Stan retorna à South Park para prestar suas últimas homenagens a Kenny e reencontra seus amigos de infância, incluindo Eric Cartman que, após anos ridicularizando a religião judaica, converteu-se ao judaísmo e virou rabino. O hospital enfim anuncia a causa da morte de Kenny, uma nova variante de COVID-19, que faz com que a cidade entre em pânico e seja colocada em quarentena pelo governo. Impossibilitados de deixarem o local, Stan, Kyle, Cartman e os demais personagens investigam a morte de Kenny e concluem que foi assassinato enquanto investigava a origem do coronavírus, um mistério que se aprofunda quando Stan descobre que a pesquisa de seu amigo leva de volta à fazenda de maconha de seu pai, Randy.
Stan enfim se reúne com seu pai em uma casa de repouso e os dois começam a discutir sobre de quem é a culpa pelas mortes de Sharon e Shelly. Mais tarde, ambos contam suas versões sobre o ocorrido: aparentemente, os pais de Stan queriam o divórcio, e como a fazenda era a principal fonte de seu conflito, ele decidiu queimá-la sem saber que sua irmã Shelly estava no celeiro. Quanto a Sharon, ela não conseguiu lidar com a morte da filha e cometeu suicídio. Randy confessa a Stan que foi o responsável pela origem da pandemia, sendo o primeiro infectado após fazer sexo com um pangolim em uma viagem à Wuhan. Enquanto isso, os outros tentam encontrar os dados da pesquisa de Kenny.
Stan se reúne com os demais no hospital, onde deduzem que os dados estão em um pen-drive dentro do ânus de Kenny, o qual eles recuperam com relutância. O pen-drive revela que Kenny estava tentando viajar no tempo para evitar que a pandemia acontecesse e atribui a culpa do colapso da sociedade a seus três amigos: Stan, Kyle e Cartman. Em um vídeo, Kenny afirma que os três arruinaram tudo quando deixaram a COVID-19 romper com suas amizades, transformando-os em arrogantes e pessimistas. Alguns segundos depois, viaja para o passado, onde se contamina.
Refletindo sobre suas infâncias, Stan e Kyle juram terminar o trabalho de Kenny. Cartman, contudo, opõe-se por temer perder sua família. Para prosseguir com o plano de mudar o passado, precisam contatar Victor Chouce, o único que pode ativar a máquina e que se encontra internado no manicômio da cidade. O filme termina revelando que "Chouce" é uma pronúncia incorreta de "Caos", sugerindo que se trata de Butters Stotch.

## Elenco
- Trey Parker como Stan Marsh, Randy Marsh, Eric Cartman, Jimmy Valmer, Clyde Donovan, Darwin, Diretor de PC, Sr. Garrison, Sr. Mackey, Moisha Cartman e Hackelm Cartman.[6][7]
- Matt Stone como Kyle Broflovski, Kenny McCormick, Tweek Tweak, Craig Tucker e Scott Malkinson.[6][7]
- April Stewart como Wendy Testaburger, Sharon Marsh e Shelly Marsh.[6][7]
- Mona Marshall como Yentl Cartman.[6][7]
- Adrien Beard como Token Black.[3][7]
- Delilah Kujala como Amazon Alexa.[6][7]

## Produção
Em 5 de agosto de 2021, Parker e Matt Stone assinaram um acordo de 900 milhões dólares com o Comedy Central para estender South Park até 2027 e produzir 14 filmes exclusivos para a plataforma de streaming Paramount+, da ViacomCBS. Dois meses depois, Parker e Stone se manifestaram sobre os projetos futuros e ofereceram mais informações sobre o acordo. De acordo com os criadores de South Park, a plataforma Paramount+ lançará dois filmes da franquia por ano, todos com duração média de uma hora.
South Park: Post Covid foi criado e produzido remotamente, já que o estúdio usado pela equipe interrompeu suas atividades devido à pandemia. Para os criadores da franquia, o trabalho remoto cobrou um peso humano, com Stone classificando o processo como "solitário".

## Repercussão
South Park: Post Covid recebeu, em geral, resenhas positivas de críticos especializados e fãs. Em janeiro de 2022, o filme teve 73% de aprovação da audiência do agregador de críticas Rotten Tomatoes. O contribuinte do website Polygon, David Grossman, elogiou as piadas presentes na obra e disse: "Parker e Stone são extremamente maximalistas, levando qualquer situação ao seu ponto final lógico". No entanto, ele criticou a falta de desenvolvimento dos arcos dos personagens, mas ressaltou que esta característica negativa provavelmente tenha sido afetada pela divisão da história em duas partes. Em uma linha de raciocínio semelhante, a revisão do website brasileiro Plano Crítico indicou como principal problema "a dispersão da história causada pela inserção de uma sucessão de mistérios cada vez mais enrolados e pouco característicos da série como um todo". De todo modo, a resenha ressaltou que South Park: Pós-Covid é um "bom telefilme da franquia". Por sua vez, o escritor do The A.V. Club Dan Caffrey deu ao filme a nota B-. Caffrey elogiou a constante fonte de piadas com as cenas dos quatro protagonistas da franquia, mas criticou o desenvolvimento da maior parte das histórias, que mais pareciam um "drama adulto redundante" do que a excentricidade de South Park.